# Gilan

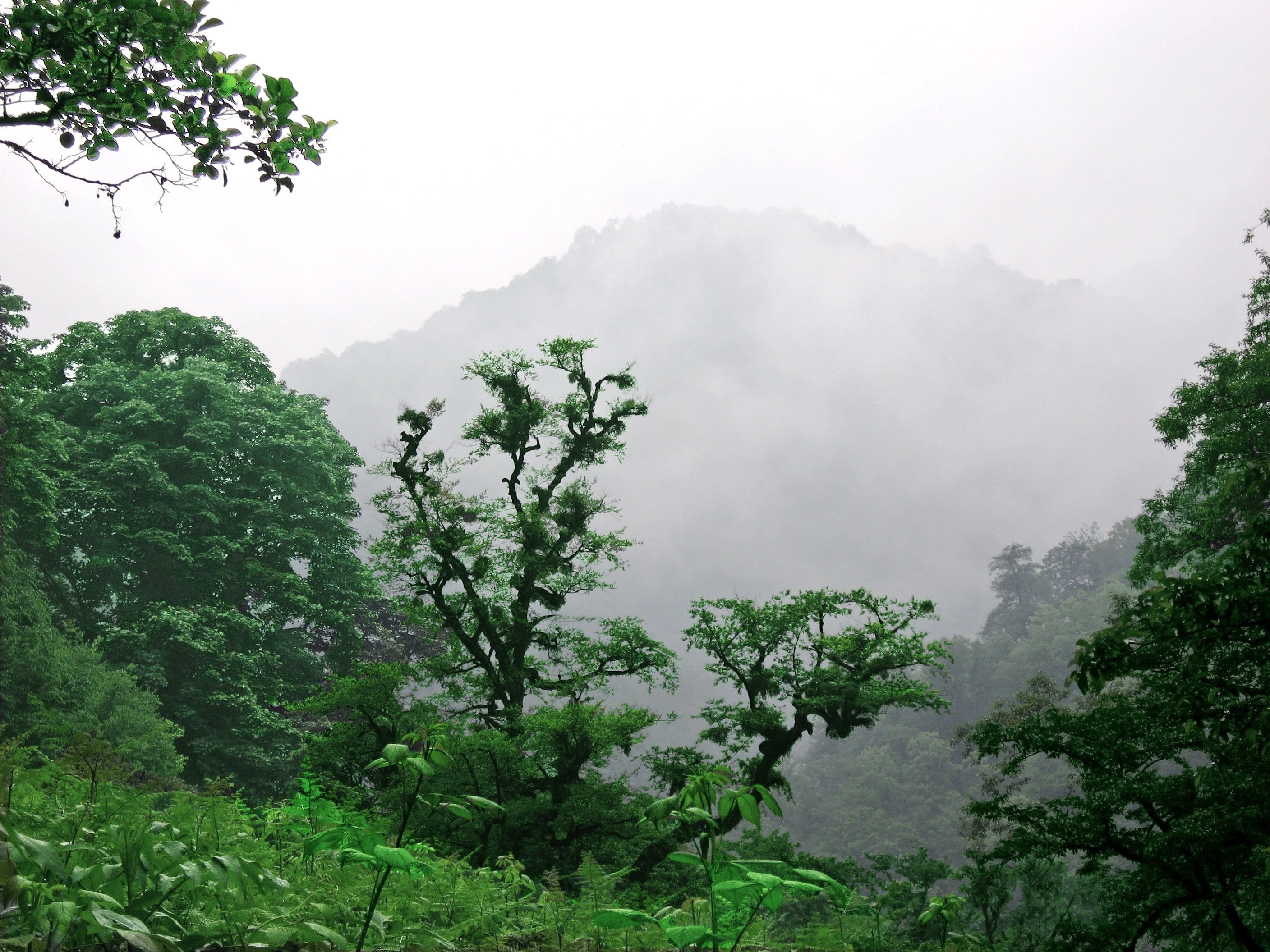
Wald in Gilan

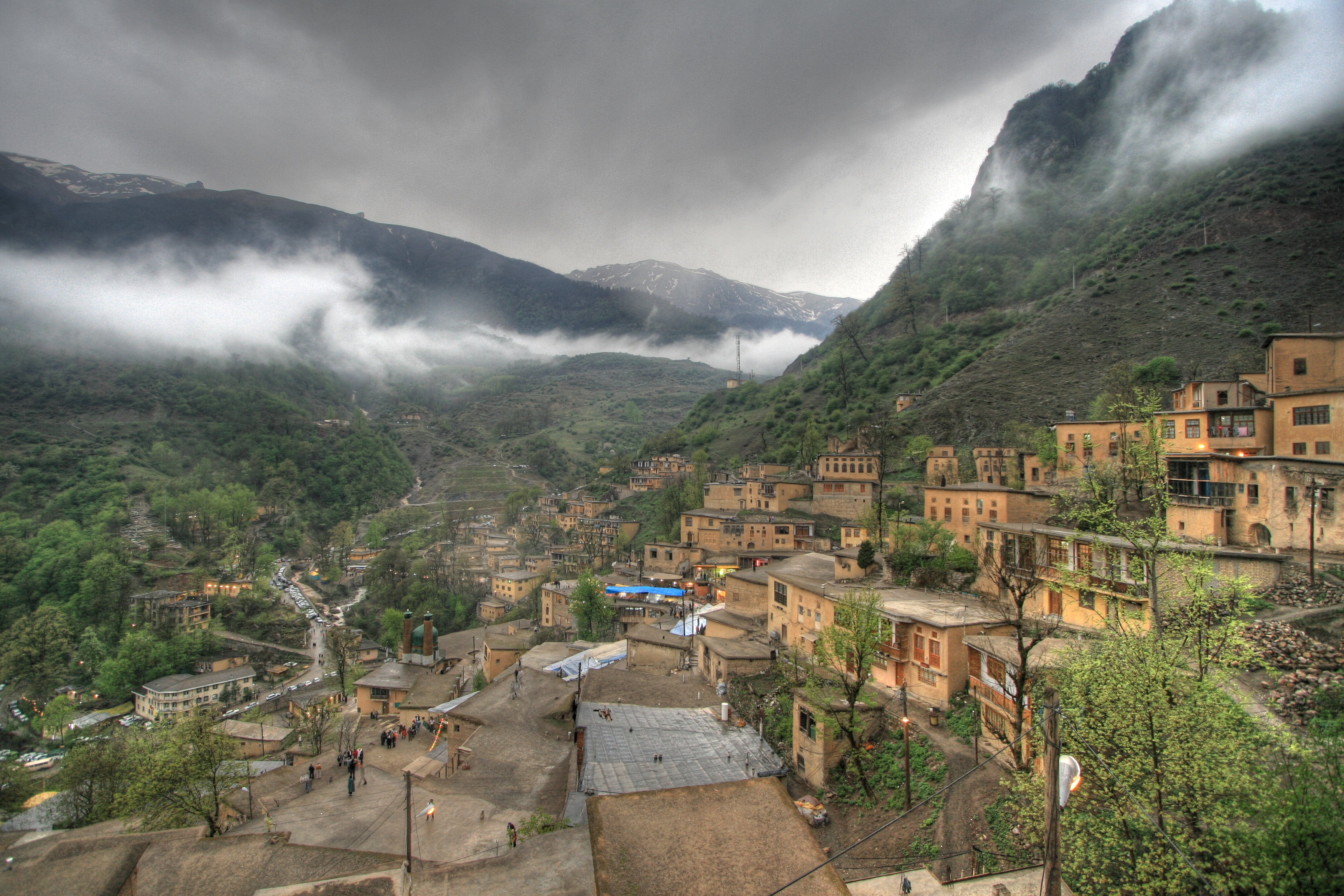
Das historische Dorf Masuleh in Gilan, mit Blick auf das Elburs-Gebirge

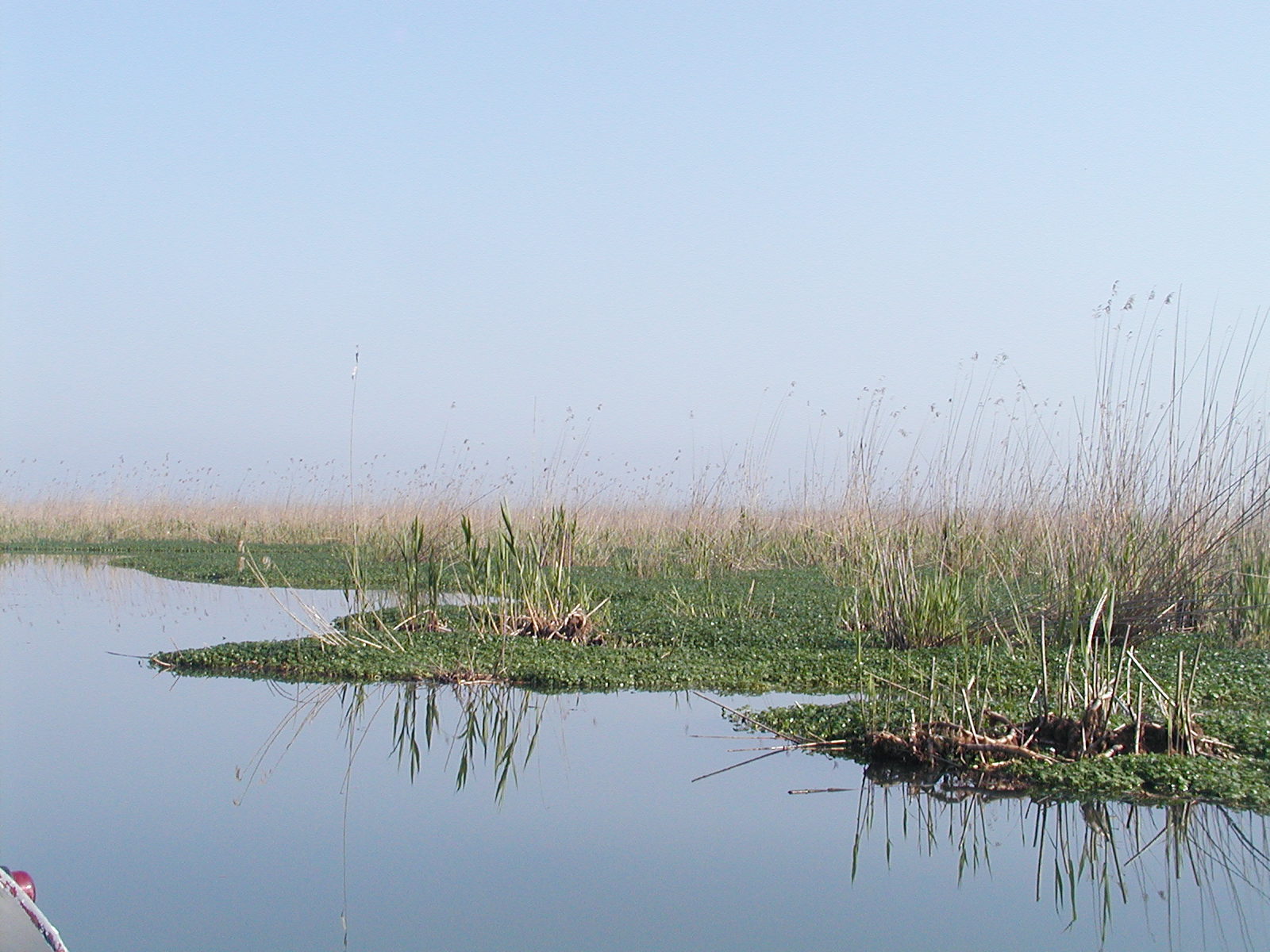
Bandar-e Anzali: Lagune

Gilan (persisch گيلان, DMG Gīlān; englisch auch Guilan) ist eine von 31 Provinzen Irans. Die Hauptstadt ist Rascht.
In der Provinz leben 2.530.696 Menschen (Volkszählung 2016). Die Provinz in Nord-Iran am Kaspischen Meer umfasst 14.042 Quadratkilometer und hat eine Bevölkerungsdichte von 180 Einwohnern pro Quadratkilometer.

## Geographie
Gilan zeichnet sich durch ein feuchtes Klima aus, liegt im Norden Irans und grenzt im Norden an das Kaspische Meer, im Westen an die Provinz Ardabil, im Osten an die Provinz Mazandaran sowie im Süden an die Provinzen Zandschan und Qazvin.
Gilan enthält nach der letzten administrativen Einteilung 1996 die Städte Astara, Astane-ye Aschrafiye, Bandar-e Anzali, Rascht, Rudbar, Rudsar, Some'e-sara, Fuman, Lāhidschān, Langerud, Talesch und Schaft.

## Bevölkerung
Von den Einwohnern wohnten 1996 46,8 % in Städten und 53,2 % auf dem Land. Die meisten Einwohner sprechen Gilaki als Erstsprache. Außerdem wird im Nordwesten der Provinz (Talesch) Taleschi gesprochen. Seit einigen Jahrzehnten dominiert in einigen Räumen Taleschs jedoch Azeri, die mit dem Türkischen verwandte Sprache der aserbaidschanischen Bevölkerung aus dem Nordwestiran (die Provinzen Ardebil sowie West- und Ost-Aserbaidschan). Kleinere Minderheiten sprechen Galeschi, Kurdisch, Tati und Domari (Roma).

## Geschichte
Das eisenzeitliche Gräberfeld von Amlasch liegt in der Provinz Gilan.
Im Zuge des Russisch-Persischen Krieges (1722–1723) besetzten im Spätherbst 1722 russische Truppen die Stadt Rascht, angeblich um sie zu beschützen. Im Februar 1723 versicherte der Gouverneur der Stadt, dass die persischen Truppen selbst für Sicherheit sorgen könnten und dass die Russen bitte abziehen mögen. Das Versprechen, ihre Truppen zurückzuziehen, brachen die Russen jedoch; sie wurden deshalb in ihrer Kaserne belagert. Ende März 1723 brachen die russischen Truppen aus, was mehr als 1000 persische Soldaten das Leben kostete und den persischen Schah Tahmasp II. zu Verhandlungen zwang. Sein Botschafter Ismail Beg musste im September 1723 den erniedrigenden Vertrag von Sankt Petersburg unterschreiben. Zu den Bestimmungen dieses Vertrages gehörte, dass Gilan an Russland abgetreten würde.
Der russische Kaiser Peter der Große wollte die neu erworbenen Gebiete permanent an Russland angliedern. Er ließ die Burgen Derbent und Heiligkreuz ausbauen und sich Informationen über die wirtschaftlichen Grundlagen der eroberten Regionen senden. Im Mai 1724 schrieb er an den russischen Kommandeur von Rascht, er solle Armenier und andere Christen nach Gilan und Mazandaran einladen und sie ansiedeln, während die Zahl der Muslime in aller Stille, so dass sie es nicht merken, reduziert werden sollte. Die russische Okkupation richtete in der Praxis jedoch große wirtschaftliche Schäden an. Die Seidenproduktion ging stark zurück und erholte sich viele Jahre nicht, weil die Seidenhersteller aus der Provinz geflohen waren. Für Russland war die Besetzung der persischen Provinzen teuer; mehr als die Hälfte der Soldaten kehrte vom Feldzug nicht zurück. Die Nachfolger von Peter dem Großen entschieden sich, mit Persien Frieden zu schließen, selbst wenn dafür die besetzten Provinzen zurückgegeben werden müssten. Im Vertrag von Rascht von 1732 wurde festgelegt, dass Gilan an Persien zurückgegeben wird.
Danach waren Gilan und seine Hauptstadt Rascht noch 1909/11–12, 1915–18 (Gilan als russische Marionettenrepublik), 1920–21 und 1941–46 von Russland bzw. der Sowjetunion besetzt. Hier wurde die Iranische Sowjetrepublik errichtet.

## Verwaltungsgliederung

Verwaltungsbezirke

Die Provinz Gilan gliedert sich in 16 Verwaltungsbezirke (Schahrestan):
- Amlasch
- Astara
- Astane-ye Aschrafiye
- Bandar-e-Anzali
- Fuman
- Lāhījān
- Langrud
- Masal
- Rascht
- Rezvanshahr
- Rudbar
- Rudsar
- Schaft
- Siahkal
- Some'e-sara
- Talesch

## Sehenswürdigkeiten
- Die Hafenstadt Bandar-e Anzali
- Das Dorf Masuleh
- Die Ausgrabungsstätten von Talesch

## Hochschulen (englisch)
- University of Gilan
- Islamic Azad University of Astara
- Islamic Azad University of Bandar Anzali
- Islamic Azad University of Rasht
- Islamic Azad University of Lahijan
- Islamic Azad University of Talesh
- Gilan University of Medical Sciences
- Institute of Higher Education for Academic Jihad of Rasht
- Technical & Vocational Training Organization of Gilan